# Castillo de Mequinenza

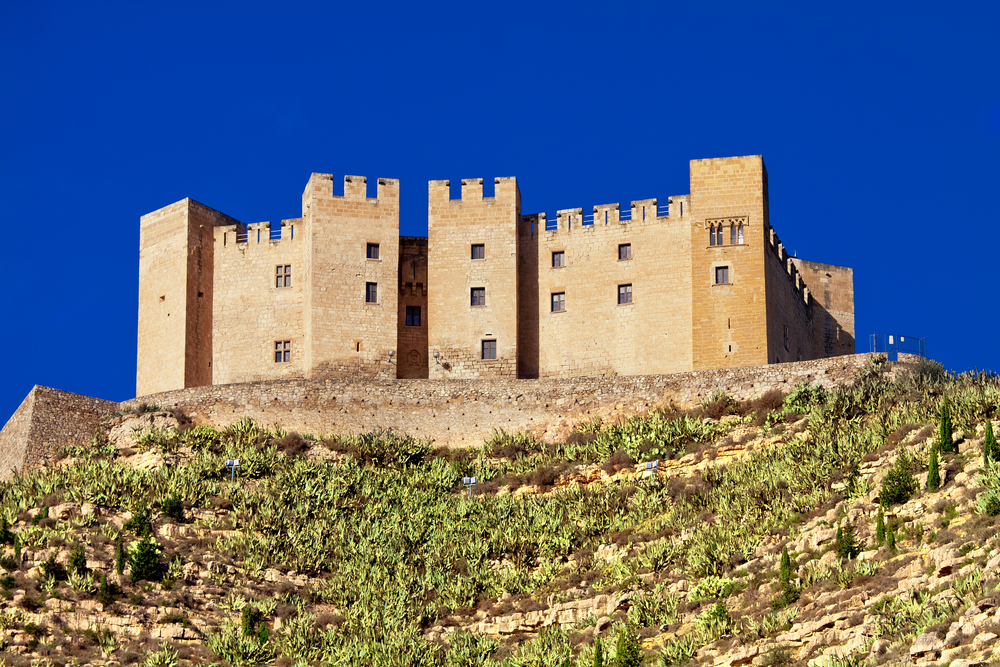
Burg von Mequinenza

Das Castillo de Mequinenza ist eine Burg in Mequinenza, einer Gemeinde in der spanischen Provinz Saragossa der Autonomen Region Aragonien, die im 13./14. Jahrhundert errichtet wurde. Die Burg, auf dem Gipfel eines Berges thronend, ist ein geschütztes Baudenkmal (Bien de Interés Cultural).

## Geschichte und Beschreibung
Die Burg befindet sich am Zusammenfluss von Segre, Cinca und Ebro. Nach der Reconquista im Jahr 1141 ging die Burg in den Besitz der Familie Moncada über. 
Die Festung ist auf einem trapezförmigen Grundriss errichtet, sie ist mit rechteckigen Türmen bewehrt. Im Inneren der Burg, deren heutige Gestalt vor allem im 14. und 15. Jahrhundert geschaffen wurde, sind noch gotische Säle erhalten, die um einen zentralen Innenhof angelegt sind.  